# Zemina
Zemina(ゼミナ、韓: 재미나、その前は 제미나)は、Saehan Trading(新韓商事、韓: 새한 상사)による、かつて存在した韓国のビデオゲームのブランド。
ちなみにSaehan Tradingは1981年に設立された企業で現存せず、現在ある同名の企業とは無関係。

## 概要
当初は大宇電子のZemmixというゲーム機用のゲームを作っていたが、Zemmixはゲーム機であっても実際はMSX規格そのままであるため、程なく他のMSX用のゲームも作るようになった。当初は『Super Boy I』(『スーパーマリオブラザーズ』にそっくり)のような、パクリとしか言えないゲームを作っていたが、後年はオリジナルのゲームも作るようになった。
韓国では1987年7月までコンピュータープログラムの著作権保護法が設けられていなかった。そのため、Zeminaを含めて多くの会社が既存の海外のゲームの海賊版を作っていた。制定された著作権保護法もプログラムのコードのみを保護するもので、知的財産権までは含まれていなかったため、著作権保護法の制定後に作られたゲームも、有名な日本ゲームにそっくりなものが多かった。
Zeminaの多くのゲームはマスターシステムに移植された。1992年には、MSXをやめてマスターシステムとファミコン用のゲームの開発に集中することを宣言したが、すぐに活動を停止し、ゲームはほとんどリリースされなかった。
Zeminaはコナミのゲームの海賊版を大量に販売しているにもかかわらず、コナミと契約を結んで『Nemesis 3』を『Salamander II』のタイトルで公式にリリースしている。

## Zeminaのゲーム

### クローンゲームのリスト
| ゲーム名                         | 作成年 | コンソール                    | 原題                                                          |
| -------------------------------- | ------ | ----------------------------- | ------------------------------------------------------------- |
| 1942                             | 1987   | MSX, MSX 2                    | 1942                                                          |
| Alla II                          | 1990   | MSX                           | シンドバッド7つの冒険                                         |
| Block Hole                       | 1990   | MSX                           | クォース                                                      |
| Brother Adventure                | 1987   | MSX, MSX 2                    | マリオブラザーズ                                              |
| Double Dragon                    | 1989   | MSX                           | ダブルドラゴン                                                |
| F-1 Spirit: The Way To Formula-1 | 1987   | マスターシステム              | F1スピリット                                                  |
| Flashpoint                       | 1990   | MSX, マスターシステム         | フラッシュポイント                                            |
| Green Beret                      | 1987   | MSX                           | グリーンベレー                                                |
| Hyper Olympic 1                  | 1984   | MSX                           | ハイパーオリンピック                                          |
| King Kong 2: Yomigaeru Densetsu  | 1987   | MSX2                          | キングコング2 甦る伝説 (改造)                                 |
| The Micro Xevious                | 1990   | MSX                           | ゼビウス ファードラウト伝説                                   |
| Nemesis                          | 1987   | マスターシステム              | グラディウス                                                  |
| Nemesis 2                        | 1987   | マスターシステム              | グラディウス2                                                 |
| New Boggle Boggle                | 1988   | MSX                           | バブルボブル (新ステージ込)                                   |
| New Boggle Boggle 2              | 1989   | MSX                           | バブルボブル (これもまた新ステージ込)                         |
| Penguin Adventure                | 1987   | MSX, マスターシステム         | 夢大陸アドベンチャー                                          |
| Soko                             | 1990   | MSX                           | 倉庫番                                                        |
| Puznic                           | 1990   | MSX                           | パズニック (新ステージ込)                                     |
| Street Master                    | 1992   | MSX                           | ストリートファイター (ストリートファイターIIのキャラクター込) |
| Super Boy I                      | 1989   | MSX, マスターシステム         | スーパーマリオブラザーズ (計4ステージ)                        |
| Super Boy II                     | 1989   | MSX, マスターシステム         | スーパーマリオブラザーズ2 (これもまた計4ステージ)             |
| Super Boy 3                      | 1991   | MSX, マスターシステム         | スーパーマリオワールド                                        |
| Super Boy 4                      | 1992   | マスターシステム メガドライブ | スーパーマリオワールド (グラフィックス変更込)                 |
| Super Bubble Bobble              | 1989   | MSX                           | バブルボブル                                                  |
| Tengoku Yoitoko                  | 1988   | MSX                           | 天国よいとこ                                                  |
| The Three Dragon Story           | 1989   | MSX, マスターシステム         | 魔城伝説                                                      |
| Volguard                         | 1990   | MSX                           | ヴァンガード                                                  |
| Warp & Warp                      | 1984   | MSX                           | ワープマン                                                    |
| Won-Si-In                        | 1991   | MSX, マスターシステム         | 新人類                                                        |
| Won-Si-In 2                      | 未発売 | マスターシステム              | -                                                             |

### オリジナルゲームのリスト
| ゲーム名         | 作成年 | コンソール            | 追伸                                     |
| ---------------- | ------ | --------------------- | ---------------------------------------- |
| Cyborg Z         | 1991   | MSX, マスターシステム |                                          |
| Eagles 5         | 1990   | MSX                   |                                          |
| Magic Kid Googoo | 1992   | ファミコン            | Zeminaから出た唯一のファミコン用のゲーム |
| Project A2       | 1987   | MSX 2                 |                                          |
| Strange Loop     | 1990   | MSX                   |                                          |
| Tatica           | 1990   | MSX                   |                                          |

## ハード
ZeminaはZemmix用にハードウェアもリリースしている。
- カセットスロット拡張機[13]
- Zeminaミュージックボックス[14]
- MSX2アップグレードキット[13]
- Zemmix PCカード[13]
- MSX RAM 拡張パック[15]
- ファミリーカード(Zemmixでファミコンのゲームで遊べるようにする)[16]